# Györkvágása
Györkvágása (más néven Gyurkó, szlovákul: Ďurková, ukránul Dzurkov) község Szlovákiában, az Eperjesi kerület Ólublói járásában.

## Fekvése
Ólublótól 25 km-re keletre, Palocsától 5 km-re délkeletre, a Poprád-folyó alatt fekszik.

## Története
1427-ben „Gevrkuagasa” néven említik először. Nevét onnan kapta, hogy egy Gyurkó nevű soltész alapította. A falu Palocsa uradalmához tartozott. A 16. században korábbi gazdagságát elveszítette, lakó csak zsellérek voltak. 1567-ben 5 háztartás volt a faluban. 1600-ban a soltész házán kívül 8 jobbágyház állt a községben, lakói többségben ruszin származásúak voltak. Kis település volt, 1787-ben 22 háza állt.
A 18. század végén Vályi András így ír róla: „GYURKO. Tót falu Sáros Vármegyében, földes Ura B. Palocsay Uraság, lakosai katolikusok, és ó hitűek, fekszik Palocsához nem meszsze, ’s filiája, határja nem utólsó nemű, fája szükségjére elég, és alkalmatos kereskedése is van, marhákkal ’s gabonával, mellyet szűntelen Lublóra szoktak hordani, harmadik Osztálybéli.”
1828-ban 21 portája volt.
Fényes Elek 1851-ben kiadott geográfiai szótárában így ír a faluról: „Gyurkó, puszta, Sáros vmegyében, Palocsához 3/4 órányira: 81 romai, 125 görög kath., 8 zsidó lak. F. u. b. Palocsay-Horváth.”
A vasút 1873-ban érte el, amikor az Eperjes-Orló vasútvonal egyik állomása lett. A trianoni diktátum előtt Sáros vármegye Héthársi járásához tartozott.
1944. augusztus 17-én partizánok a község közelében robbantották fel az egyik vasúti hidat.

## Népessége
| Év:            | 1994. | 2004.   | 2014.    | 2024.   |
| -------------- | ----- | ------- | -------- | ------- |
| Emberek száma: | 262   | 276     | 239      | 219     |
| Eltérés:       |       | +5,34 % | -13,40 % | -8,36 % |

| Év:            | 2023. | 2024.   |
| -------------- | ----- | ------- |
| Emberek száma: | 222   | 219     |
| Eltérés:       |       | -1,35 % |

2001-ben 279 lakosából 268 szlovák volt.
2011-ben 250 lakosából 226 szlovák és 14 ruszin.

## Nevezetességei
- Szent Bálint tiszteletére szentelt görögkatolikus temploma a 16. század második felében épült reneszánsz stílusban. 1726-ban és 1815-ben újjáépítették, 1927-ben megújították. Berendezése 18. századi.